# Absolon
Absolon (El elegido en Argentina y Chile) es una película canadiense-británica de 2003, del género ciencia ficción, dirigida por David DeBartolomé y protagonizada por Christopher Lambert, Lou Diamond Phillips y Kelly Brook.

## Argumento
Un virus ha infectado a los humanos en 2010 y matado al 80% de la población mundial. No se conoce ningún remedio, pero se descubre un medicamento de nombre Absolon que permite a la gente sobrevivir a pesar de la enfermedad. Desgraciadamente, este medicamento no destruye el virus y todos deben tomarlo de forma permanente con el fin de sobrevivir. Además, este medicamento ha sido desarrollado por una compañía privada que se beneficia de un derecho de monopolio gracias a su patente.
La historia comienza cuando un científico que trabaja en una vacuna que debe erradicar este virus es encontrado asesinado y el inspector Norman Scott (Christopher Lambert) se encarga de llevar a cabo una investigación. No tardará en encontrarse en medio de un complot infernal en el que será ayudado por la doctora Clara Whittaker (Kelly Brook).

## Reparto
- Christopher Lambert - Detective Norman Scott
- Lou Diamond Phillips - Agente Walters
- Kelly Brook - Dra. Clara Whittaker
- Ron Perlman - Murchison
- Roberta Angelica - Detective Ruth Bryant
- Neville Edwards - Harris
- Tre Smith - Vasquez
- James  Kidnie - Doc
- Topaz Hasfal-Schou - Agente Davis
- Christopher Redman - Daniel Haywood
- Stewart Arnott - Dr.  John Stewart

## Producción
La producción cinematográfica fue rodada entre Inglaterra, California y Canadá.